# Wycomb and Chadwell

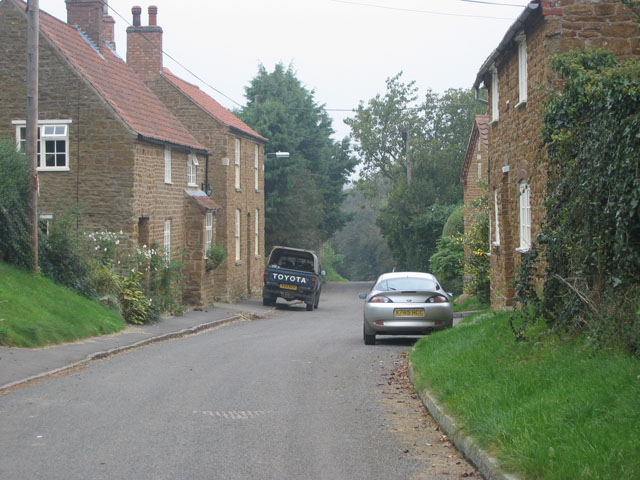
Wycomb

Wycomb and Chadwell var en civil parish 1866–1936 när det uppgick i Scalford i grevskapet Leicestershire i England. Civil parish var belägen 10 km från Ashby-de-la-Zouch och hade 106 invånare år 1931.